# Чумаки (Петропавловский район)
Чумаки (укр. Чумаки) — село,
Дмитровский сельский совет,
Петропавловский район,
Днепропетровская область,
Украина.
Код КОАТУУ — 1223881506. Население по переписи 2001 года составляло 309 человек.

## Географическое положение
Село Чумаки находится на левом берегу реки Чаплина,
ниже по течению примыкает село Кардаши.
Река в этом месте пересыхает, на ней сделана большая запруда.
Через село проходит автомобильная дорога Т-0427.